# Kaos Futsal 2016-2017
Questa pagina raccoglie i dati riguardanti il Kaos Futsal, squadra di calcio a 5 militante in serie A, nelle competizioni ufficiali della stagione 2016-2017.

## Trasferimenti

### Sessione estiva
| Saad Assis      | Barcellona   |
| Evandro Barros  | Sammichele   |
| Marco Ercolessi | Pescara      |
| Fernandão       | Dinamo Mosca |
| Patrick Nora    | Asti Orange  |

| Wellington Coco | Luparense  |
| Duio            | Real Rieti |
| Pedro Espíndola | Isola      |
| Roald Halimi    | Real Rieti |
| Giovani Pedotti | Real Dem   |
| Luis Turmena    | Real Rieti |

### Sessione invernale
| Arrivi | Arrivi | Arrivi | Arrivi |
| Nome   | da     |        |        |
| ------ | ------ | ------ | ------ |

| Partenze | Partenze | Partenze | Partenze |
| Nome     | a        |          |          |
| -------- | -------- | -------- | -------- |

## Organico

### Prima squadra
| N° | Naz.               | Ruolo      | Sportivo                | Anno     |  |  |
| -- | ------------------ | ---------- | ----------------------- | -------- |  |  |
| 2  | Italia (bandiera)  | DIF        | Marco Ercolessi         | 15.05.86 |  |  |
| 4  | /                  | DIF        | Patrick Nora            | 16.05.79 |  |  |
| 6  | /                  | PIV        | Fernandão               | 16.08.80 |  |  |
| 7  | Brasile (bandiera) | LAT        | Jeferson Fernando Titon | 16.02.91 |  |  |
| 8  | Italia (bandiera)  | LAT        | Angelo Schininà         | 12.04.91 |  |  |
| 10 | Serbia (bandiera)  | UNI        | Marko Perić             | 05.02.84 |  |  |
| 11 | /                  | LAT        | Saad Assis              | 26.10.79 |  |  |
| 16 | Marocco (bandiera) | LAT        | Tuli                    | 27.11.92 |  |  |
| 14 | /                  | PIV        | Kaká                    | 27.05.87 |  |  |
| 17 | /                  | DIF        | Vinícius                | 19.02.87 |  |  |
| 26 | Italia (bandiera)  | POR        | Davide Putano           | 09.06.85 |  |  |
|    | Spagna (bandiera)  | Allenatore | Julio Fernández         | 05.04.61 |  |  |

### Under 21
| N° | Naz.               | Ruolo | Sportivo         | Anno     |  |  |
| -- | ------------------ | ----- | ---------------- | -------- |  |  |
| 1  | Brasile (bandiera) | POR   | Evandro Barros   | 25.03.96 |  |  |
| 3  | Brasile (bandiera) | UNI   | Guilherme Zonta  | 07.05.97 |  |  |
| 5  | Brasile (bandiera) | LAT   | Mateus Garcia    | 26.03.97 |  |  |
| 12 | Brasile (bandiera) | POR   | João Carlos Timm | 11.08.95 |  |  |
| 19 | Italia (bandiera)  | LAT   | Loris Di Guida   | 10.04.96 |  |  |
| ?  | Brasile (bandiera) | LAT   | Lucas Baroni     | 23.06.97 |  |  |
| ?  | Brasile (bandiera) | POR   | Luan Fiuza       | 02.08.98 |  |  |
| ?  | Brasile (bandiera) | LAT   | Gabriel Rinaldin | 12.10.97 |  |  |
| ?  | Brasile (bandiera) | PIV   | Vander Salas     | 03.10.97 |  |  |